# Autovía Beasáin-Vergara
La Autopista Beasáin-Vergara constituye la unión entre la  N-I  a la altura de Beasáin (Guipúzcoa) y la  AP-1  a la altura de Vergara (Guipúzcoa) y forma parte del llamado corredor Beasáin-Durango. Esta está formado a su vez por la autovía de peaje electrónico (sistema 'free flow')  AP-636  (denominada hasta 2019  GI-632  y entre 2019 y 2024  A-636 ) Beasáin-Vergara y por la  N-636  (antes  BI-632 ) Elorrio-Durango, encontrándose sin construir el tramo entre Mondragón y Elorrio. El tramo entre Vergara y Mondragón discurre solapado con la autopista de peaje  AP-1 .

## Tramos
| Denominación | Tramo | Año servicio | Kilómetros |
| ------------ | --- | ------------ | ---------- |
| AP-636       | Beasáin N-I - Ormáiztegui (Oeste) Subtramo: Beasáin N-I - Ormáiztegui (Este) Subtramo: Variante de Ormáiztegui | 1997 1997    | 3 2        |
| AP-636       | Ormáiztegui (Oeste) - Zumárraga (Este)                                                                         | 2005         | 5,5        |
| AP-636       | Variante de Zumárraga                                                                                          | 2012         | 2,1        |
| AP-636       | Zumárraga (Oeste) - Anzuola                                                                                    | 2015         | 2,7        |
| AP-636       | Anzuola - Vergara (Sur) AP-1                                                                                   | 2019         | 4,6        |

## Trazado
| Velocidad | Esquema | Número de Salida | Sentido Beasáin                               | Sentido Vergara                               | Carretera que enlaza    |
| --------- | ------- | ---------------- | --------------------------------------------- | --------------------------------------------- | ----------------------- |
|           |         |                  |                                               |                                               | GI-627 AP-1             |
|           |         | 19               |                                               | Vergara                                       | GI-2632                 |
|           |         | 19               | Anzuola - Vergara                             |                                               | GI-2632                 |
|           |         | 14               |                                               | Anzuola                                       | GI-2632                 |
|           |         |                  |                                               |                                               | Túnel de Descarga       |
|           |         | 12               | Zumárraga - Villarreal de Urrechua - Legazpia | Zumárraga - Villarreal de Urrechua - Legazpia | GI-2632 GI-2630 GI-3771 |
|           |         |                  |                                               |                                               | Túnel de Argisao        |
|           |         | 7                | Zumárraga Este - Azcoitia - Ezquioga-Ichaso   | Zumárraga Este - Azcoitia                     | GI-631 GI-2632          |
|           |         | 5                | Ezquioga-Ichaso - Gabiria - Ormáiztegui       | Ezquioga-Ichaso - Gabiria - Ormáiztegui       | GI-2632                 |
|           |         | 3                | Azpeitia - Ormáiztegui                        | Azpeitia - Ormáiztegui                        | GI-2632 GI-2635         |
|           |         | 0                | Alsasua - Vitoria - Beasáin - Olaberría       |                                               | N-I GI-3560 GI-2632     |
|           |         |                  |                                               |                                               | N-I                     |

## Tarifas de peaje por uso de autopista AP-636
| AP-636                                        | Ligeros (€) | Pesados 1 (€) | Pesados 2 (€) |
| --------------------------------------------- | ----------- | ------------- | ------------- |
| Beasáin - Ormáiztegui                         | 0,40        | 0,63          | 0,82          |
| Ormáiztegui - Zumárraga                       | 0,78        | 1,24          | 1,56          |
| Legazpia/Villarreal de Urrechua - Vergara     | 1,47        | 2,42          | 3,00          |
| Legazpia/Villarreal de Urrechua - Anzuola (*) | 0,50        | 0,83          | 1,02          |

* Tarifa aplicable en caso de pago con telepeaje (Via-T, Abiatu, etc.)